# زيلب
زلب (بالألمانية: Selb) هي بلدة ألمانية تقع في ألمانيا في بافاريا. يقدر عدد سكانها بـ 16,799 نسمة .

## المدن التوأمة
مدن Beaucouzé و باردوبيتسه هي مدن توأمة لـزلب.

## أعلام
- أندرياس شتروبل
- فيليب روزنتال